# 20. skupina astronautů NASA

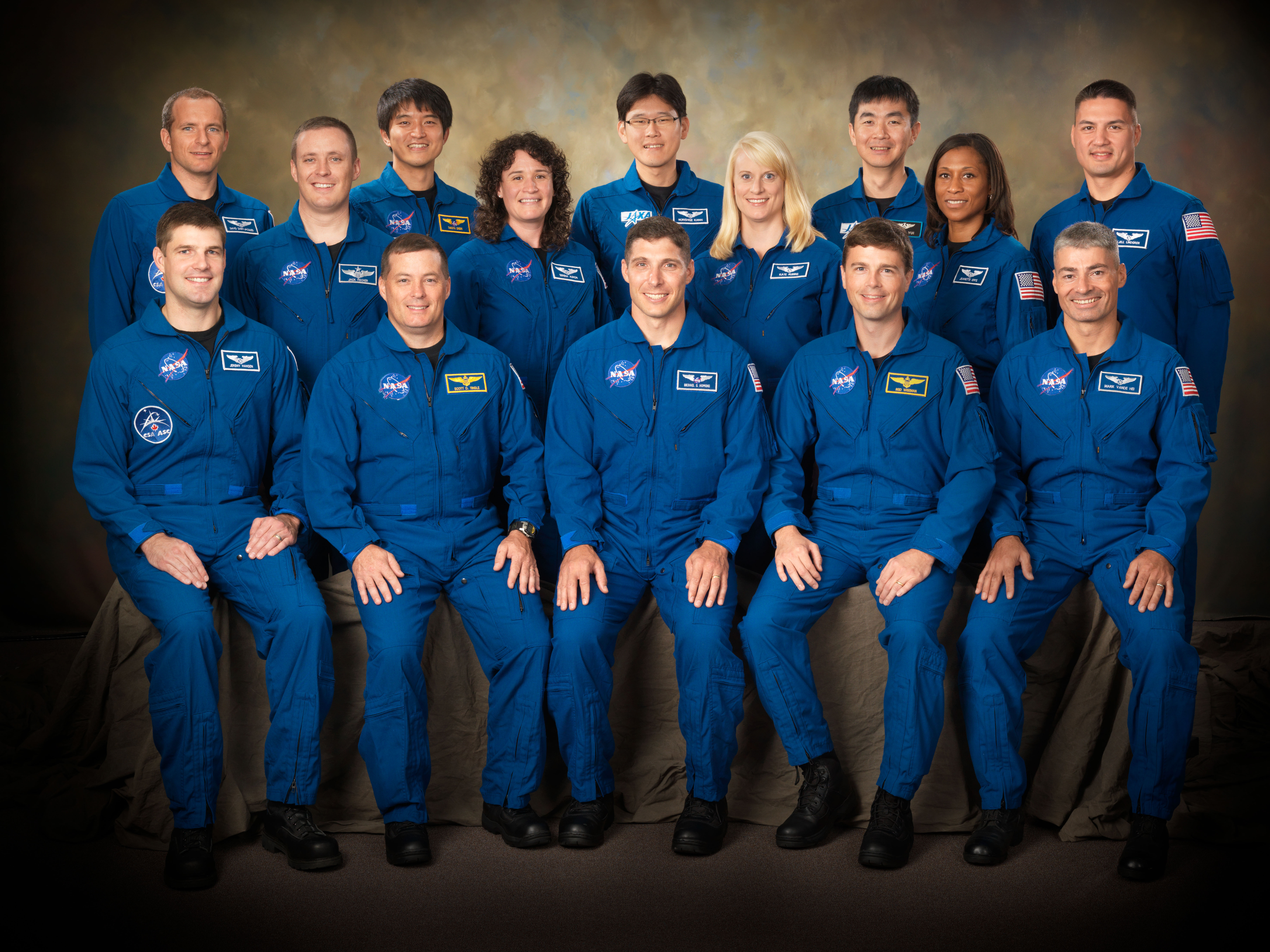
Nahoře zleva Hansen, Tingle, Hopkins, Wiseman a Vande Hei, uprostřed Fischer, Auñónová, Rubinsová a Eppsová, dole Saint-Jacques, Óniši, Kanai, Jui a Lindgren.

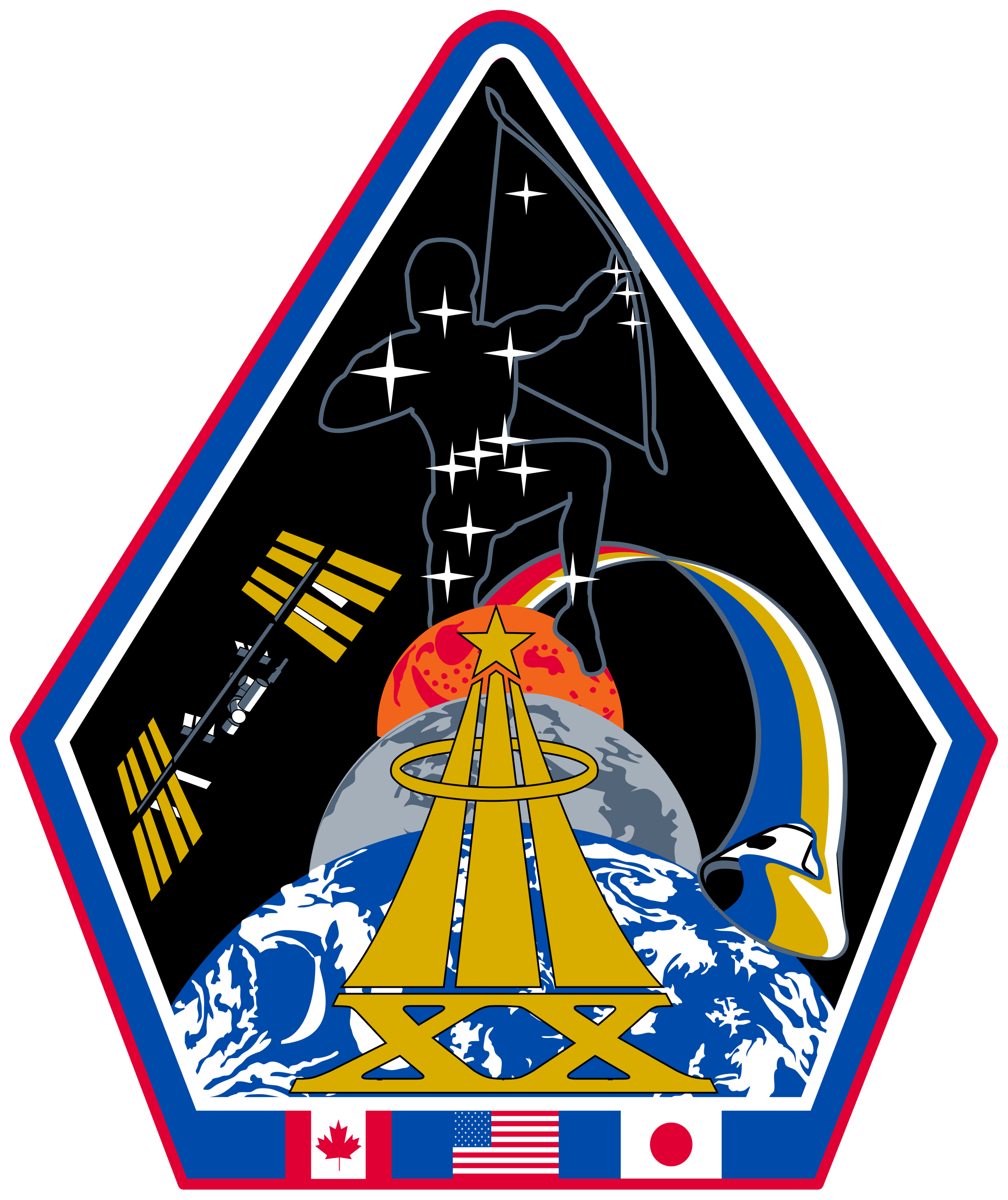

20. skupina astronautů NASA je čtrnáctičlenný tým vytvořený v roce 2009 a složený z kandidátů na astronauty, které vybrala NASA a spřátelené agentury. Skupina byla pojmenována The Chumps (volně "Šumpanzi") a základní výcvik ukončila na podzim 2011.

## Historie skupiny
NASA zahájila nábor do 20. skupiny astronautů 18. září 2007 s tím, že bude žádosti přijímat až do 1. července 2008, výběr vyvrcholí počátkem roku 2009 a trénink začne hned v následujícím létě.
Výsledek výběru oznámen 29. června 2009. Ze 3 500 uchazečů byli vybráni: Serena Auñónová, Jeanette Eppsová, Jack Fischer, Michael Hopkins, Kjell Lindgren, Kathleen Rubinsová, Scott Tingle, Mark Vande Hei a Gregory Wiseman.
K zahájení základního výcviku se 9 nových astronautů sešlo 19. srpna 2009. Během nadcházejících několika týdnů se k nim postupně připojilo 5 astronautů vyslaných k výcviku z partnerských agentur – Jeremy Hansen a David Saint-Jacques z kanadské CSA, čerstvě vybraní z 5 351 uchazečů, a Norišige Kanai, Takuja Óniši a Kimija Jui z japonské agentury JAXA. Základní výcvik společně ukončili na podzim 2011.
Jako první ze skupiny se do vesmíru podíval Michael Hopkins, který byl od září 2013 do března 2014 členem posádky  Sojuz TMA-10M. Hopkins také jako první kariéru astronauta v polovině roku 2023 ukončil po svém druhém letu, misi SpaceX Crew-1 na přelomu let 2020 a 2021. Do vesmíru se nejméně jednou vydali také všichni ostatní členové skupiny s výjimkou Jeremyho Hansena, ale i on již je přiřazen do letové posádky (Artemis II).

### Pojmenování The Chumps (Šumpanzi)
Jméno skupiny není tolik srozumitelné jako v případech dalších skupin astronautů. V médiích zazněl příběh, že 20. skupina od svého vzniku aktivně usilovala o to, aby jim jejich předchůdci (Pávi, 19. skupina) přidělili pojmenování Šimpanzi (angl. Chimps), a propagovala ho při všech možných příležitostech, měla jím vyzdobené své studijní prostory a šimpanze udělala svým maskotem. Pávi se ale přáním 20. skupiny řídili jen částečně a v říjnu 2009 jí přidělili jméno Chumps. Záměna jediného písmene v původně očekávaném označení svádí k podobné úpravě českého překladu, po níž by se skupina místo Šimpanzi jmenovala Šumpanzi. Nikdo z Pávů rozhodnutí nikdy nekomentoval, nelze ovšem opomenout, že internetový slovník cambridgeské univerzity u hesla "chump" uvádí význam "hloupý člověk" s poznámkou, že jde o archaické a neformální označení.

## Seznam členů skupiny
| Astronaut           | Uskutečněné a budoucí mise                                                 | Celkový čas letů             | Astronautem do    |
| ------------------- | -------------------------------------------------------------------------- | ---------------------------- | ----------------- |
| Serena Auñónová     | Sojuz MS-09 (Expedice 56/57)                                               | 196 dní, 17 hodin a 49 minut | říjen 2019        |
| Jeanette Eppsová    | SpaceX Crew-8 (Expedice 71)                                                | 235 dní, 3 hodiny a 35 minut | 30. května 2025   |
| Jack Fischer        | Sojuz MS-04 (Expedice 52/53)                                               | 135 dní, 18 hodin a 8 minut  | květen 2018       |
| Michael Hopkins     | Sojuz TMA-10M (Expedice 37/38) • SpaceX Crew-1 (Expedice 64/65)            | 333 dní, 12 hodin a 54 minut | 30. června 2023   |
| Kjell Lindgren      | Sojuz TMA-17M (Expedice 44/45) • SpaceX Crew-4 (Expedice 67/68)            | 312 dní, 5 hodin a 12 minut  | aktivní           |
| Kathleen Rubinsová  | Sojuz MS-01 (Expedice 48/49) • Sojuz MS-17 (Expedice 63/64)                | 300 dní, 1 hodina a 33 minut | 28. července 2025 |
| Scott Tingle        | Sojuz MS-07 (Expedice 54/55) • Boeing Starliner-1 (Expedice 73)            | 168 dní, 5 hodin a 18 minut  | aktivní           |
| Mark Vande Hei      | Sojuz MS-06 (Expedice 53/54) • Sojuz MS-18/Sojuz MS-19 (Expedice 64/65/66) | 523 dní, 9 hodin a 0 minut   | aktivní           |
| Gregory Wiseman     | Sojuz TMA-13M (Expedice 40/41) • Artemis II                                | 165 dní, 8 hodin a 1 minuta  | aktivní           |
|                     |                                                                            |                              |                   |
| Jeremy Hansen       | Artemis II                                                                 | (dosud neletěl)              | aktivní           |
| David Saint-Jacques | Sojuz MS-11 (Expedice 58/59)                                               | 203 dní, 15 hodin a 16 minut | aktivní           |
| Norišige Kanai      | Sojuz MS-07 (Expedice 54/55)                                               | 168 dní, 5 hodin a 19 minut  | aktivní           |
| Takuja Óniši        | Sojuz MS-01 (Expedice 48/49)                                               | 115 dní, 2 hodin a 22 minut  | aktivní           |
| Kimija Jui          | Sojuz TMA-17M (Expedice 44/45)                                             | 141 dní, 16 hodin a 9 minut  | aktivní           |

Kurzívou jsou vyznačeny budoucí lety, zeleným podbarvením let právě probíhající.